# 名古屋鎮台
名古屋鎮台（なごやちんだい）は、1873年から1888年まであった日本陸軍の部隊で、当時6つあった鎮台の一つである。愛知県名古屋に本部を置き、中部地方に相当する第3軍管を管轄した。1888年の鎮台廃止により第3師団に引き継がれた。

## 名古屋鎮台の発足
明治初めの陸軍は、反乱鎮圧と対外防衛のための備えとして、全国に鎮台を配置した。名古屋鎮台は、1873年（明治6年）に4鎮台から6鎮台に数を増やしたときに設けられた。。各鎮台が担当する地域を軍管といい、名古屋鎮台はほぼ中部地方に相当する第3軍管を管轄した。第3軍管は2つの師管に分けられた。南半分が鎮台直轄の第6師管、北半分が金沢を本営とする第7師管である。
1875年（明治8年）4月7日改訂の「六管鎮台表」によれば、第6師管には歩兵第6連隊、第7師管には歩兵第7連隊が置かれた。鎮台にはほかに砲兵第3大隊、工兵第3小隊、輜重兵第3小隊が属した。騎兵はない。人員の総数は平時4260人、戦時6310人と定められた。連隊は鎮台発足後に整備されたもので、第6連隊は1874年（明治7年）、第7連隊は1875年（明治8年）に編成された。工兵も当初はなく、1874年（明治7年）に東京鎮台で壮兵の募集をかけ、後に名古屋鎮台に回すという計画を進めていた。

## 1885年改正
1885年（明治18年）6月の鎮台条例改正で、6つの鎮台の兵力が均一にそろえられた。各鎮台の主力は歩兵2個旅団（4個連隊）で、これに騎兵と砲兵が各1個連隊、工兵と輜重兵が各1個大隊加わる。歩兵第7連隊を金沢に、歩兵第18連隊を愛知県豊橋においたほか、兵力の過半は名古屋に集中した。
しかしこれも計画であり、1885年段階で編成が完了していたのは、第6、第7と第18の3個歩兵連隊にとどまった。歩兵第19連隊の編成はこの年にはじまり、1887年にようやく完了した。

## 鎮台の廃止と師団への移行
1888年（明治21年）、鎮台条例は廃止になり、かわって師団司令部条例などが一斉に施行された。1885年条例の戦力を完成した名古屋鎮台は、そのまま第3師団に移行した。

## 部隊の編制

### 1873年
1873年（明治8年）4月7日改訂の「六管鎮台表」による。
- 名古屋鎮台（名古屋）
  - 歩兵第6連隊（名古屋）　1874年12月に編成[7]
  - 歩兵第7連隊（金沢）　1875年9月に編成[7]
  - 砲兵第3大隊
  - 工兵第3小隊
  - 輜重兵第3小隊

### 1885年
鎮台条例の付表である「七軍管兵備表」と「諸兵配備表」による。戦時には常備軍と同じ構成（補充隊は欠く）の後備軍が編成される予定であった。
- 名古屋鎮台（名古屋）
  - 歩兵第5旅団（名古屋）
    - 歩兵第6連隊（名古屋）
    - 歩兵第18連隊（豊橋）　1884年に編成完了[6]

  - 歩兵第6旅団（金沢）
    - 歩兵第7連隊（金沢）
    - 歩兵第19連隊（名古屋）　1887年に編成完了[6]

  - 騎兵第3連隊（名古屋）
  - 砲兵第3連隊（名古屋）
  - 工兵第3大隊（名古屋）
  - 輜重兵第3大隊（名古屋）
  - 歩兵補充隊4個大隊
  - 騎兵補充隊1個中隊
  - 砲兵補充隊1個中隊
  - 輜重兵補充隊1個中隊

## 人事

### 司令長官
- （御用取計）野崎貞澄 中佐：明治6年4月15日 - 明治6年11月24日
- （心得）揖斐章 大佐：明治6年11月24日 - 明治7年4月12日
- 四条隆謌 少将：明治7年4月12日 - 明治12年9月24日

### 司令官
- 四条隆謌 少将：明治12年9月24日 - 明治13年4月29日
- 揖斐章 少将：明治13年4月29日 - 明治14年10月26日死去
- （欠員）：明治14年10月26日 - 明治15年2月6日
- 滋野清彦 少将：明治15年2月6日 - 明治18年5月21日
- 黒川通軌 中将：明治18年5月21日 - 明治21年5月12日（明治21年5月14日第3師団長）

### 参謀長
- 揖斐章 大佐：明治7年4月17日 - 明治7年9月4日
- 長屋重名 中佐：明治7年9月4日 - 明治11年12月17日
- 山川浩 中佐：明治11年12月14日 - 明治15年3月9日
- 西寛二郎 大佐：明治15年3月9日 - 明治19年5月27日
- 阪元純熈 大佐：明治19年5月27日 - 明治21年5月14日（同日、第3師団参謀長）